# Hofburg
Il complesso dell'Hofburg si trova a Vienna, nel distretto di Innere Stadt, ed è stato il centro del potere austriaco per più di sei secoli, insieme al più periferico e meno antico Castello di Schönbrunn. Parte del palazzo è oggi la residenza e luogo di lavoro del presidente dell'Austria. La Hofburg si estende per 240.000 m² ed è formata da 18 ali, 19 cortili e 2.600 stanze, nelle quali tuttora vivono e lavorano circa 5.000 persone.
Costruito a partire dal XIII secolo, il complesso della Hofburg venne espanso nei secoli grazie alla dinastia degli Asburgo, che per quasi otto secoli resse le sorti dell'Austria, del Sacro Romano Impero, dell'Impero austriaco e dell'Impero austro-ungarico.
L'area dove oggi sorge la Hofburg era occupata da strutture, come documentato già dal 1279.
Il complesso è costituito da una serie di residenze a palazzi tra loro apparentemente distaccati, la Cappella Imperiale (Hofkapelle o Burgkapelle), il Naturhistorisches Museum e il Kunsthistorisches Museum, la Biblioteca Nazionale Austriaca (Hofbibliothek), il tesoro imperiale (Schatzkammer), il Burgtheater, la Scuola di cavalleria spagnola (Hofreitschule), le stalle imperiali (Stallburg e Hofstallungen) e il centro congressi Hofburg.
La Hofburg si affaccia sulla Heldenplatz realizzata sotto il regno dell'imperatore Francesco Giuseppe come parte di quello che divenne noto come Kaiserforum, un progetto mai completato.
Numerosi architetti lavorarono per l'espansione e la costruzione della Hofburg, tra cui l'architetto e ingegnere italiano Filiberto Luchese (che curò il Leopoldinischer Trakt), Lodovico Burnacini, Carlo Martino Carlone e Domenico Carlone, gli architetti barocchi Johann Lucas von Hildebrandt e Joseph Emanuel Fischer von Erlach (l'ala della Cancelleria Imperiale e la scuola di cavalleria invernale), Johann Fischer von Erlach (la biblioteca) e gli architetti della grandiosa Neue Burg, costruita tra il 1881 e il 1913.

## Storia

Pianta generale del palazzo di Hofburg.
1 Ala Svizzera, 2a Chiesa degli agostiniani, 2b Monastero degli agostiniani, 3 Stallburg, 4 Amalienburg, 5 Ala Leopoldina, 6 Ala Redouten, 7 Scuola di cavalleria invernale, 8 Biblioteca Imperiale, 9 Ala Agostiniana, 10 Palazzo dell'Arciduca Alberto (formalmente Palazzo Tarouca-de Sylva), 11 Ala della Cancelleria Imperiale, 12 Festsaal - Sala delle Feste, 13 Ala di San Michele, 14 Ala della Neue Burg, 15 corps de logis, 16 Casa delle Palme e Casa delle Farfalle, A Corte interna del castello, B Ballhausplatz - Corte della casa del ballo, C Corte di San Michele, D Schweizerhof - Corte svizzera, E Josephplatz, F Albertinaplatz, G Burggarten - Giardino del castello, H Heldenplatz (formalmente Piazza esterna del castello)
I vari stati della costruzione sono suddivisi cronologicamente con colori diversi:
XIII - XVII secolo
XVIII secolo
XIX - XX secolo

Il complesso di edifici è stato costruito nei secoli senza un progetto di base e lo si può facilmente notare dando uno sguardo alla planimetria generale dell'edificio. Il singolare progetto che emerge ancora oggi è quindi frutto dell'inclusione di diverse strutture preesistenti a ogni ampliamento, con l'intento di includere ma nel contempo di preservare le strutture in ogni nuova progettazione. Dal 1438 al 1583 e dal 1612 al 1806, infatti, il palazzo fu sede dei re e degli imperatori del Sacro Romano Impero e della nazione germanica, poi degli imperatori d'Austria sino al 1918. Al giorno d'oggi il palazzo è sede dei presidenti federali d'Austria.

### Ala Svizzera
Il nucleo più antico è lo Schweizerhof, fortezza costruita intorno al 1275 e probabilmente eretta già dai Babenberg o da Ottocaro II di Boemia. Precedentemente il castello dei governanti dell'Austria era posto nella piazza attualmente detta "Am Hof" che si trova presso lo Schottenstift (Monastero Scozzese).
La parte più antica del castello è senz'altro quella oggi rappresentata dalla Corte Svizzera (Schweizerhof). Qui si trova infatti una cappella gotica (Burgkapelle), risalente al XVI secolo, e il tesoro imperiale (Schatzkammer), che, tra gli altri oggetti, conserva le insegne imperiali del Sacro Romano Impero (Reichskleinodien) e dell'Impero d'Austria. La Cappella Musicale Imperiale (Hofmusikkapelle) è collocata anch'essa in quest'area. La Corte Svizzera venne costruita durante il regno dell'imperatore Ferdinando I in stile rinascimentale. Essa è nota in particolare per la Porta degli Svizzeri (Schweizertor) realizzata in mattoni rossi e neri che riporta i titoli dell'imperatore Ferdinando I e il suo stemma contornato dall'ordine del Toson d'oro. La parte inferiore accoglieva le cucine imperiali.

### Stallburg
Anche se non fisicamente connesse al resto del complesso, le Stalle Imperiali (Stallburg) della Hofburg vennero originariamente costruite come residenza per il principe ereditario Massimiliano II, dal momento che si dice che Ferdinando I non volesse vivere sotto lo stesso tetto col figlio, il quale aveva dimostrato inclinazioni favorevoli a tollerare i protestanti. Questa struttura successivamente accolse la collezione d'arte dell'arciduca Leopoldo Guglielmo d'Austria, fratello dell'imperatore Ferdinando III. Questa stessa collezione dal 1889 è stata spostata al Kunsthistorisches Museum e ne costituisce il nucleo principale. Solo successivamente quindi l'area venne adibita a stalle imperiali e attualmente conserva questo uso per la Scuola d'equitazione spagnola (Spanische Hofreitschule).

### Amalienburg
Attraversando la Porta degli Svizzeri si accede all'Amalienburg, così chiamata in onore di Guglielmina Amalia, vedova dell'imperatore Giuseppe I. Ad ogni modo, all'epoca dell'imperatrice, quest'ala esisteva già da più di un secolo, dal momento che venne costruita come residenza per l'imperatore Rodolfo II in stile tardo-rinascimentale. Da notare la presenza di una piccola torre a cupola che ospita un orologio astronomico sulla facciata.

### Ala Leopoldina

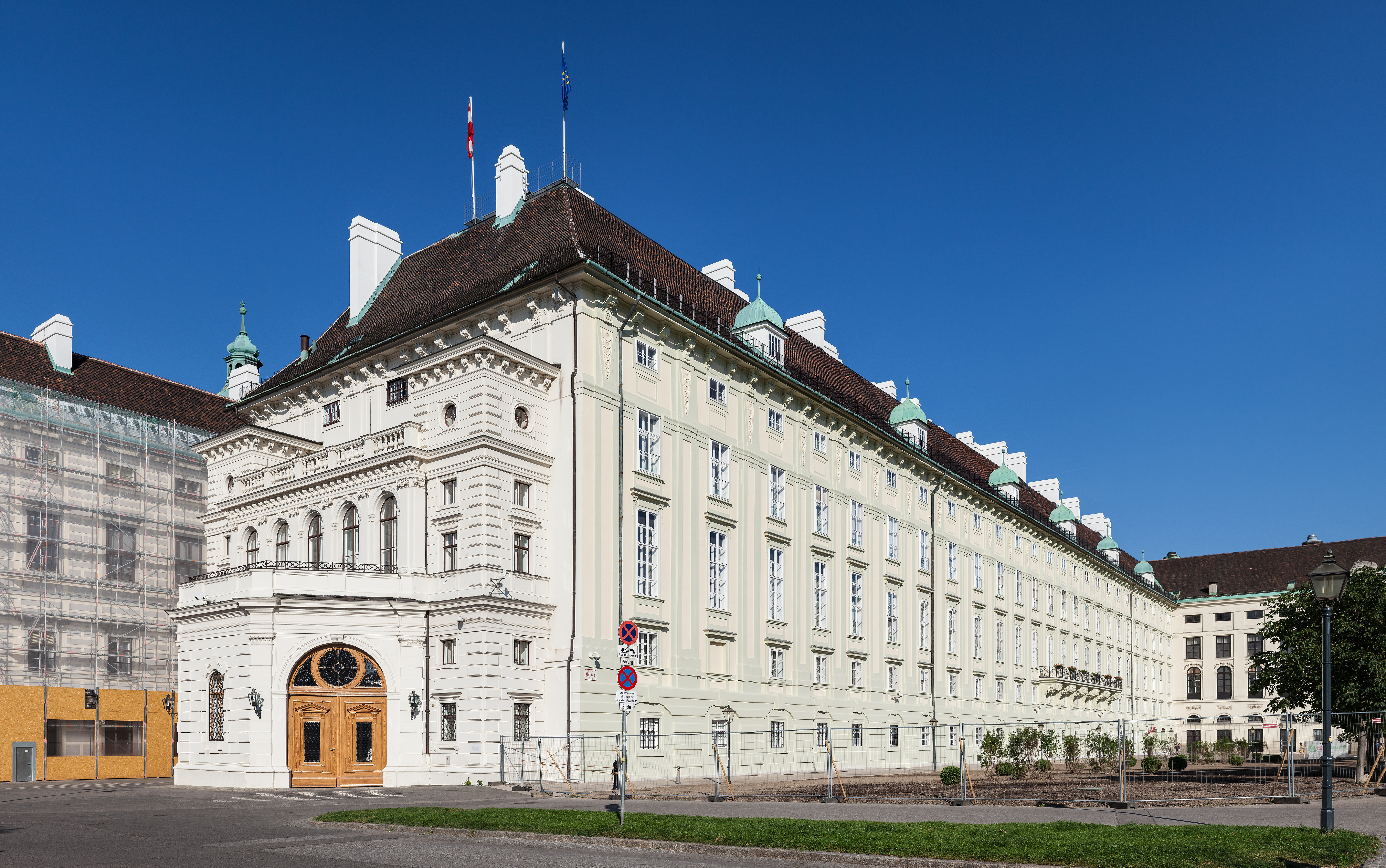
Ala Leopoldina

La connessione tra l'Amalienburg e la Corte degli Svizzeri è rappresentata dall'Ala Leopoldina eretta negli anni '60 del Seicento dall'imperatore Leopoldo I. L'architetto fu l'italiano Filiberto Lucchesi, ma dopo l'assedio del 1683 a opera dei Turchi della città di Vienna, l'ala venne ricostruita da Giovanni Pietro Tencalla con un ulteriore piano. Nonostante la struttura architettonica differente, l'ala ha ancora uno stile tardo-rinascimentale. Qui sono collocati gli uffici del presidente austriaco. La sezione inferiore era un tempo utilizzata per accogliere l'enorme cantina della Hofburg. In quest'area nel 1667 venne chiamato il pittore Carpoforo Tencalla dall'imperatrice Eleonora Gonzaga a ornare di affreschi due sale, conferendogli il ruolo di pittore di corte.

### Ala della Cancelleria Imperiale

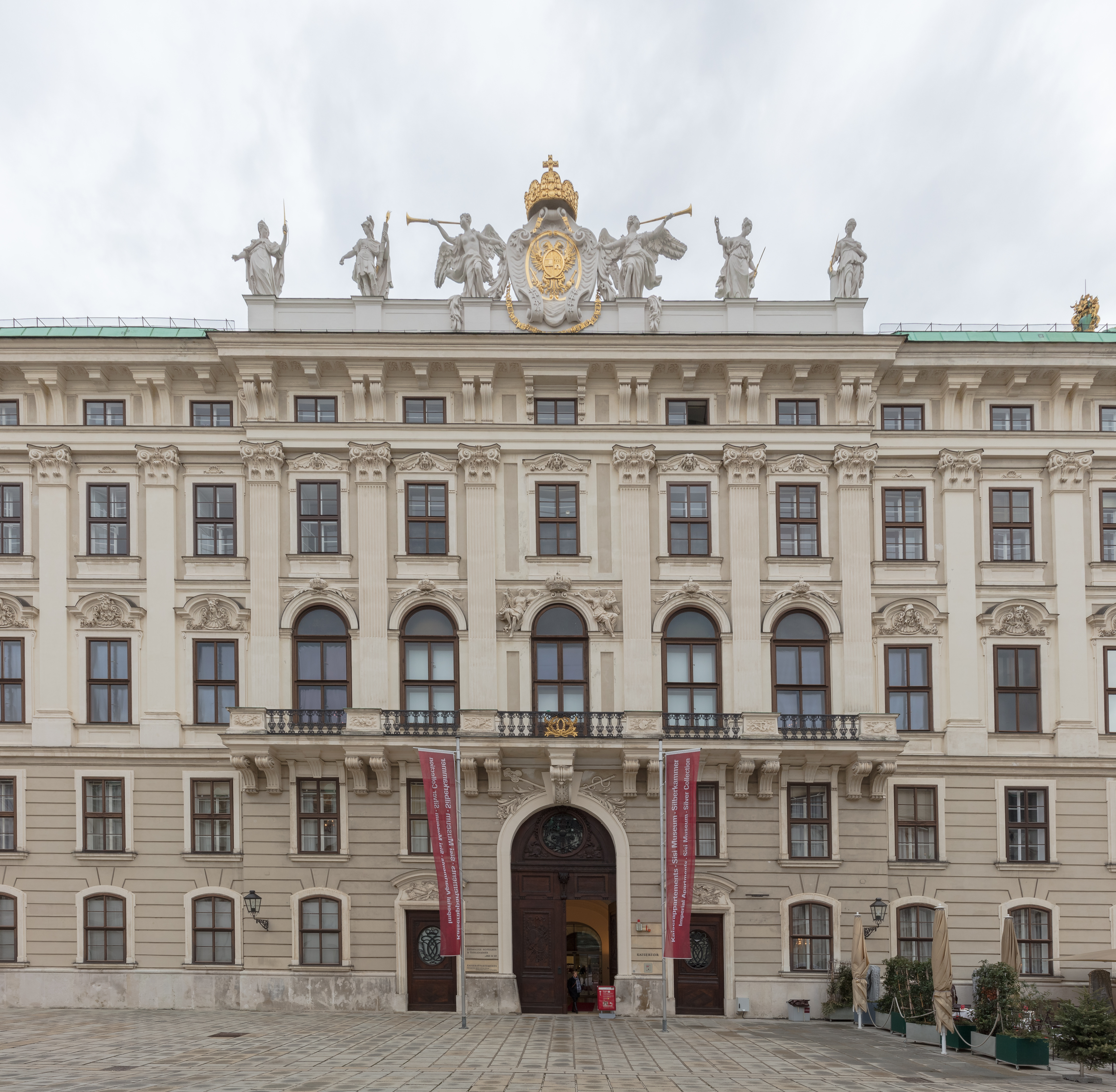
Reichskanzleitrakt (Ala della Cancelleria Imperiale)

L'area della Scuola di cavalleria invernale dalle Stallburg era attigua all'ala della Cancelleria Imperiale . Questa venne originariamente progettata da Johann Lucas von Hildebrandt e in seguito riadattata per fare spazio alla sala riunioni del Consiglio Aulico , agli uffici del Vice Cancelliere Imperiale e dall'Arcicancelliere Imperiale , che fu per lungo tempo il primo ministro del Sacro Romano Impero. Dopo la fine del Sacro Romano Impero, la casa ospitò gli appartamenti del duca di Reichstadt, figlio di Napoleone e dell'arciduchessa Maria Luisa d'Austria, e poi del futuro imperatore Francesco Giuseppe I.

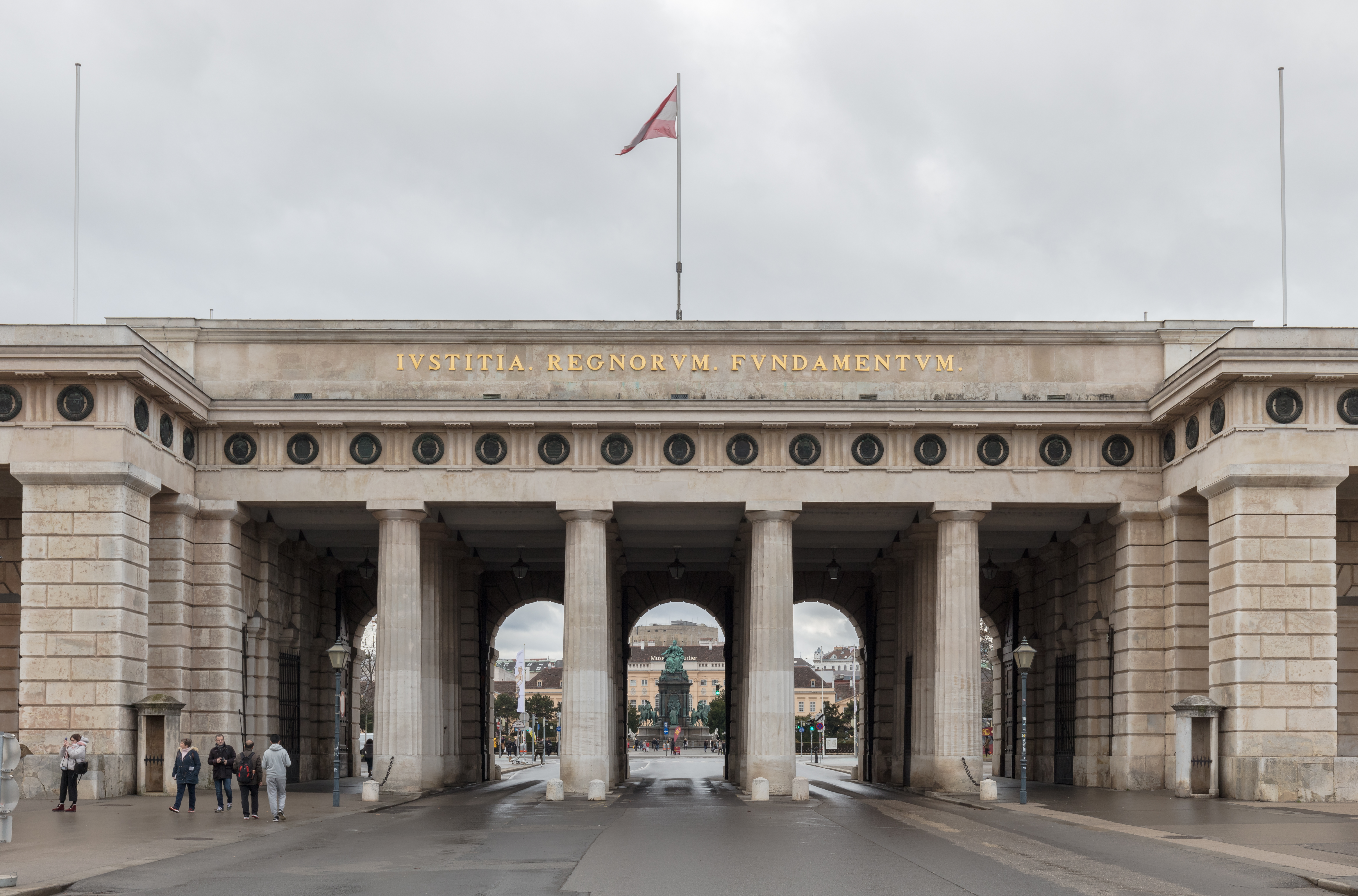
Burgtor

### Biblioteca Imperiale

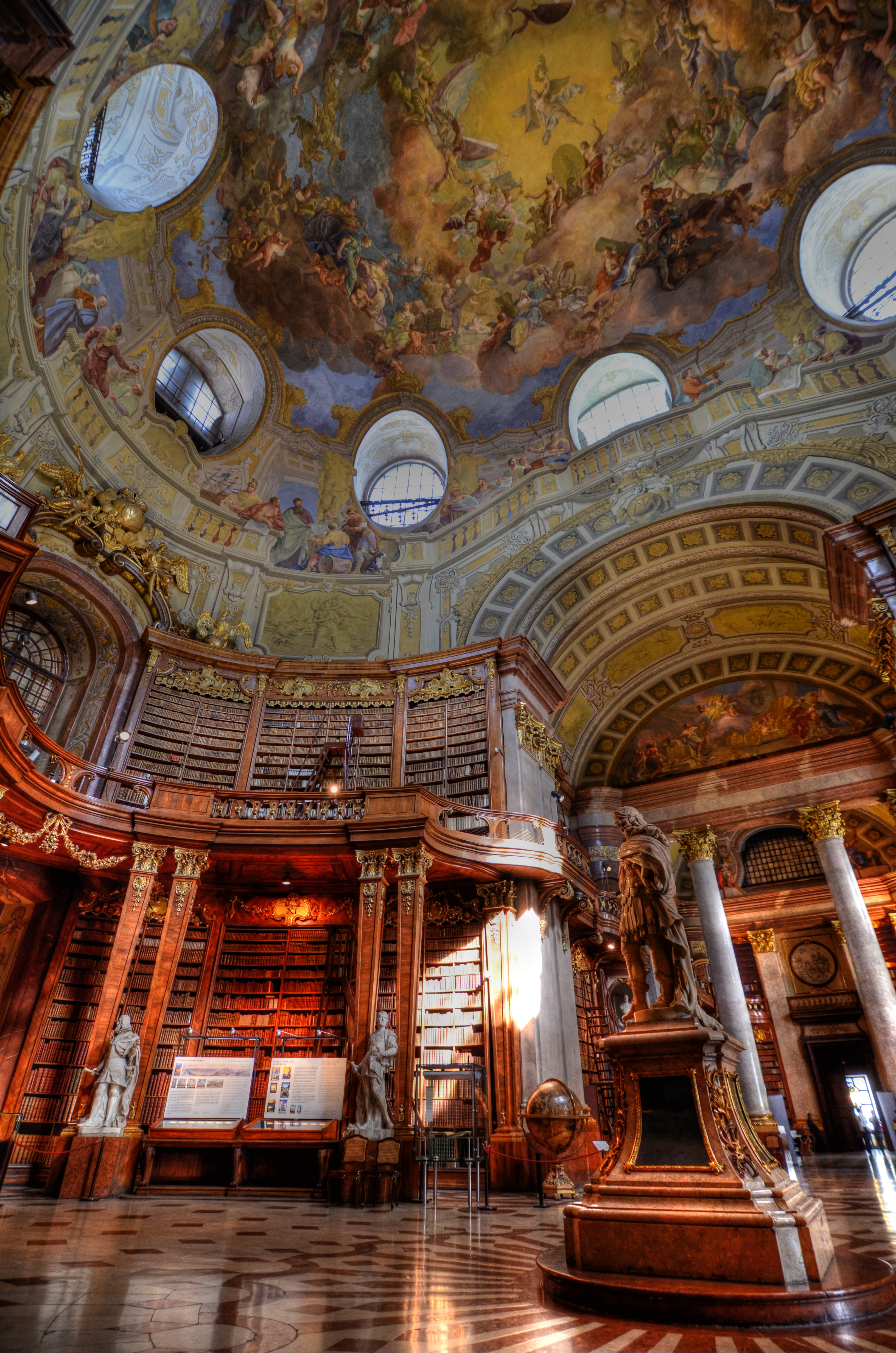
La sala principale della Biblioteca Imperiale

Originariamente una struttura a sé stante, la Biblioteca Imperiale (Hofbibliothek) venne fondata da Carlo VI e ospitata inizialmente in quella che oggi è nota come Prunksaal, curata dalla Biblioteca Nazionale Austriaca (Österreichische Nationalbibliothek). La costruzione del nuovo edificio iniziò grazie al genio dell'architetto Johann Bernhard Fischer von Erlach e terminata dal figlio Joseph Emanuel nel 1735. La sala, di straordinaria bellezza, accoglie la biblioteca del principe Eugenio di Savoia e ospita un grande affresco sul soffitto dipinto da Daniel Gran e statue degli imperatori del Sacro Romano Impero a opera di Paul Strudel. La decorazione esterna con figure d'ispirazione classica venne eseguita da Lorenzo Mattielli nel 1726. Sopra l'entrata principale realizzò una statua di Pallade Atena nell'atto di guidare una quadriga. Sulla parte sinistra del frontone del tetto è posta la statua di Atlante, fiancheggiato dalle personificazioni dell'Astronomia e dell'Astrologia, mentre sul lato opposto sta Gaia, fiancheggiata dalle allegorie della Geometria e della Geografia.

### Ala Agostiniana
Costruita appena adiacente alla Biblioteca Imperiale, l'Ala Agostiniana sorge in prossimità della Chiesa degli Agostiniani e al relativo monastero che divenne parte del complesso con l'espansione progressiva della Hofburg.
Il Palazzo dell'Arciduca Alberto (formalmente Palazzo Tarouca-de Sylva Palace), sede dell'Albertina Museum, è considerato parte della Hofburg per i suoi collegamenti col monastero degli agostiniani. Alcuni membri della famiglia degli Asburgo, sul finire dell'Ottocento, occuparono quest'ala come, ad esempio, l'arciduca Alberto d'Asburgo e poi suo nipote Federico d'Asburgo-Teschen, da cui appunto il nome.
La Chiesa degli Agostiniani dal suo assorbimento nel complesso venne usata come chiesa di corte, anche per i matrimoni come quello famoso tra Francesco Giuseppe e l'imperatrice Elisabetta (la famosa Sissi).
Dietro la Loretokapell si trova la Herzgruft, una cripta semicircolare separata da una porta in ferro dove sono conservati 54 cuori di membri della casata d'Asburgo, conservati in urne d'argento.

### Ala Redouten

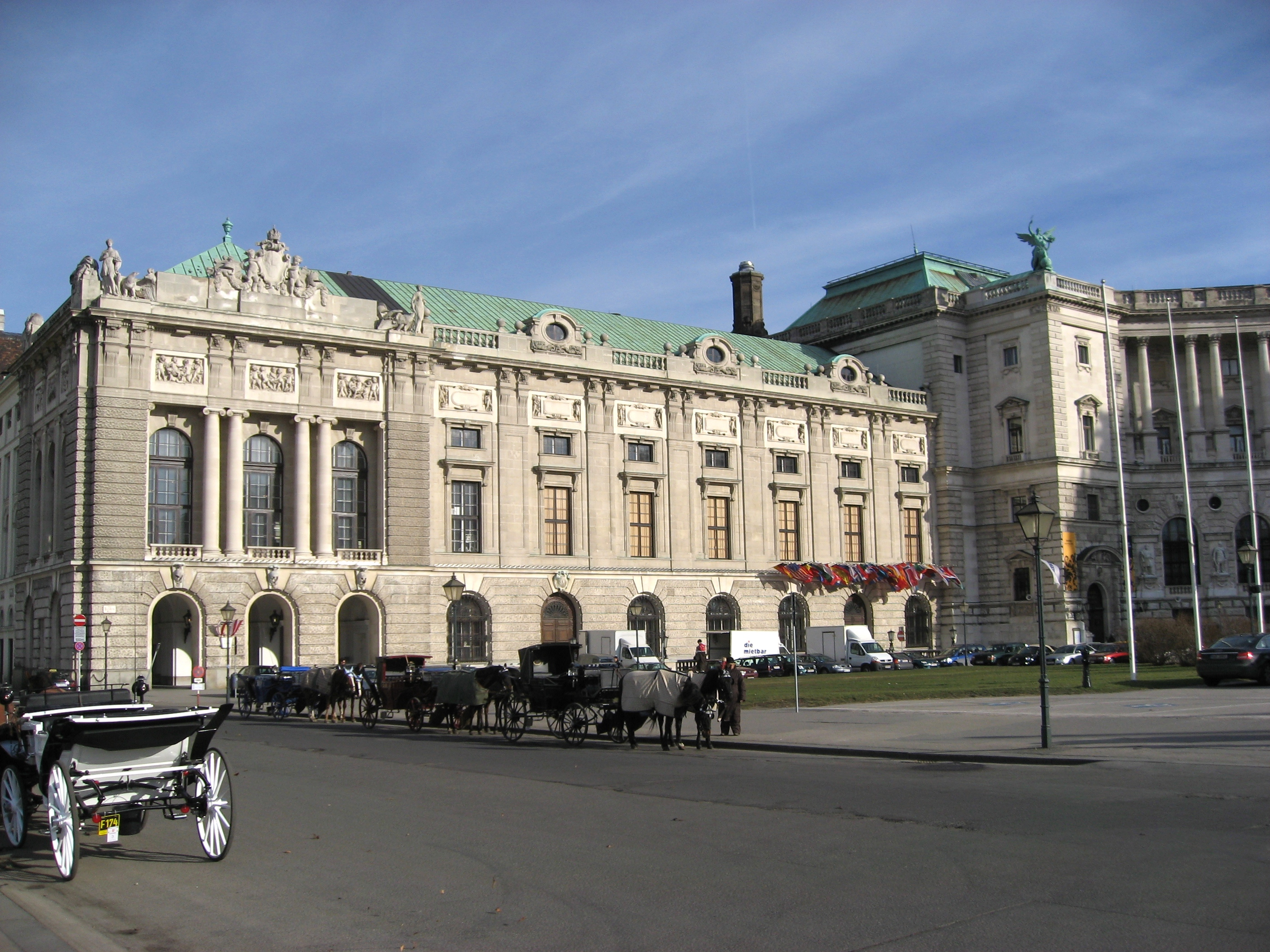
L'ala Redouten

Maria Teresa nel corso del suo regno convertì il teatro di corte risalente al XVII secolo in una sala per concerti e danze nota col nome di Redoutensaele. Il progetto iniziale venne redatto da Jean Nicolas Jadot de Ville-Issey, mentre la facciata venne realizzata a opera di Nicolò Pacassi e Franz Anton Hillebrandt. Il nome deriva dalla parola francese Redoute, che significa ballo in maschera, eventi che qui spesso si tenevano. Johann Strauss fu direttore musicale dei balli di corte proprio in questa stanza e sempre qui ebbero udienza artisti come Joseph Haydn, Niccolò Paganini e Franz Liszt. La première della sinfonia n.8 di Beethoven ebbe qui luogo nel 1814. Qui si svolse anche la "Danza del Congresso", una grande festa tenutasi in occasione del Congresso di Vienna a inizio Ottocento.
Il 27 novembre 1992 l'intera Redoutensaele venne seriamente danneggiata da un incendio e la ricostruzione richiese cinque anni in tutto, riaprendo i battenti nel 1998 e divenendo parte del centro congressi della Hofburg.

### Ala di San Michele

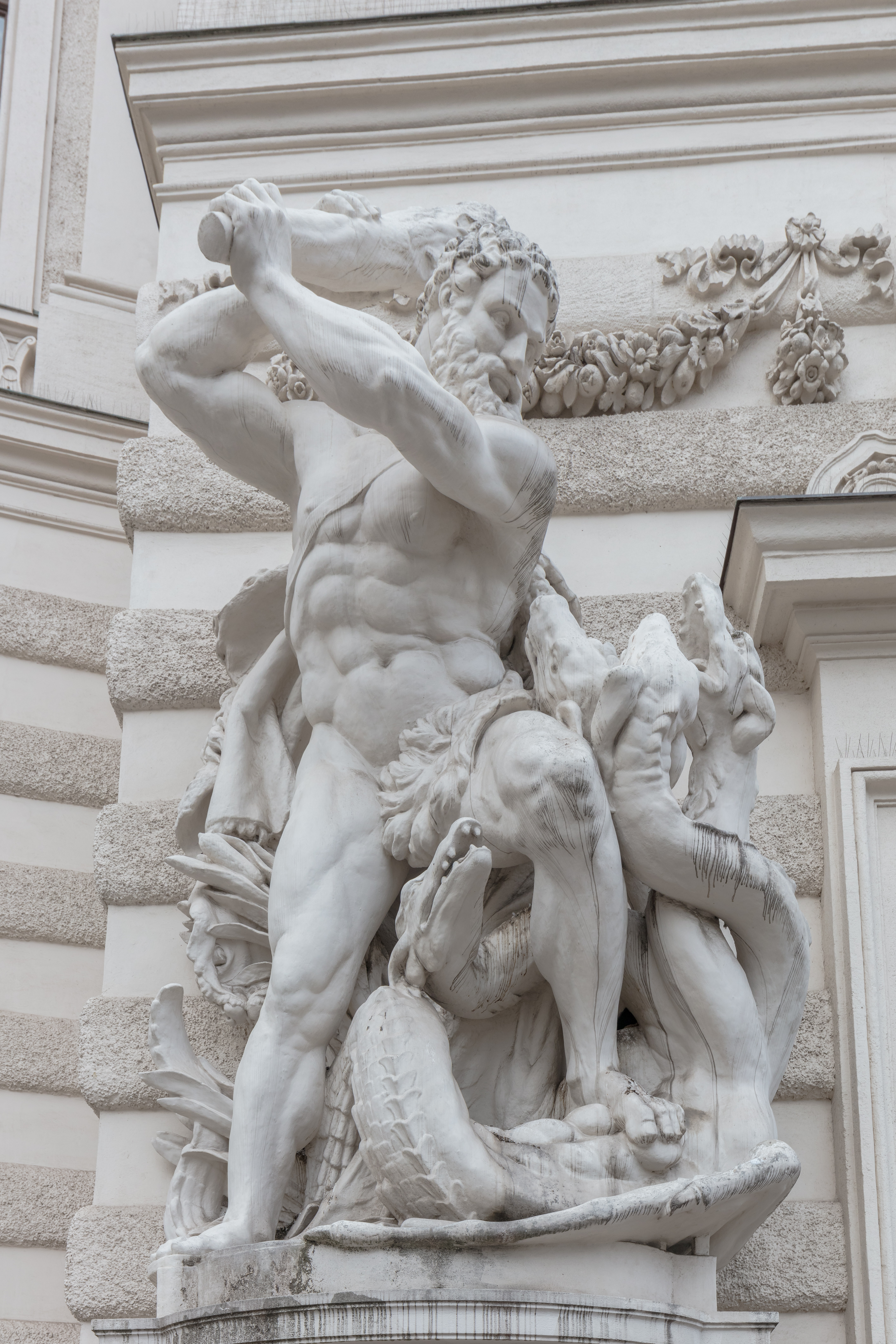
Ercole uccide l'idra, statua della facciata esterna presso la Michaelerplatz

L'Ala di San Michele, anch'essa progettata da Joseph Emanuel Fischer von Erlach, serviva da comunicazione tra la Scuola di Cavalleria Invernale e la Cancelleria Imperiale. A ogni modo, a causa del Teatro Imperiale (Burgtheater) nel mezzo dell'area, questi progetti rimasero incompiuti sino a quando Ferdinand Kirschner non costruì l'ala tra il 1889 e il 1893, modificandoli in parte alle nuove esigenze.
Già tra il 1763 e il 1769, Nicolò Pacassi aveva connesso la Biblioteca Imperiale con altre parti della Hofburg sfruttando questa area e creando l'attuale Josephsplatz, una dei più bei luoghi di Vienna. Dopo la ristrutturazione dell'Albertina negli anni '20 dell'Ottocento a opera di Joseph Kornhäusel, anche questa area venne connessa alla Hofburg.

### Sala delle Cerimonie - Ala Montoyer
Il "Naso della Hofburg", nome popolare dato a quest'ala, è riferito alla forma della Zeremoniensaal o Sala delle Cerimonie. Essa venne costruita dall'imperatore Francesco II grazie all'architetto belga Louis Montoyer all'inizio del XIX secolo. Il soprannome le deriva dal fatto che l'area era chiaramente visibile dalla piantina del complesso e appariva proprio come un gomito di naso. Il soffitto del salone è ornato da 26 lampadari di cristallo con 1300 candele e ha un aspetto solenne. 24 colonne corinzie rivestite di gesso dipinto in finto marmo, contribuiscono a innalzare idealmente la sala e a darle un aspetto slanciato. Fu qui che Napoleone chiese ufficialmente la mano dell'arciduchessa Maria Luisa, figlia dell'imperatore Francesco II, e sempre qui per l'occasione si tenne un ballo di corte. Sotto il regno dell'imperatore Francesco Giuseppe, ogni anno il sovrano riceveva qui dodici poveri ai quali donava del denaro in segno di carità per il prossimo.

### Heldenplatz
Nel 1809, una parte dell'antico bastione adiacente al vecchio castello venne demolita durante le guerre napoleoniche. Si creò così uno spazio nel quale venne inglobata la Burgtor, la porta del palazzo. Nelle nuove mura erette nel 1817, trovarono spazio tre nuove aree: il giardino privato del castello (Burggarten), la Heldenplatz o Piazza degli Eroi e il Volksgarten (Giardino del Popolo) col Tempio di Teseo (Theseustempel), disegnato assieme alla Burgtor da Peter von Nobile.
Nella Piazza degli Eroi trovano spazio anche le statue dei due più importanti feldmarescialli austriaci nel corso dei secoli, il principe Eugenio di Savoia e l'arciduca Carlo d'Asburgo, da cui appunto il nome stesso della piazza.

### IlNeue Burg

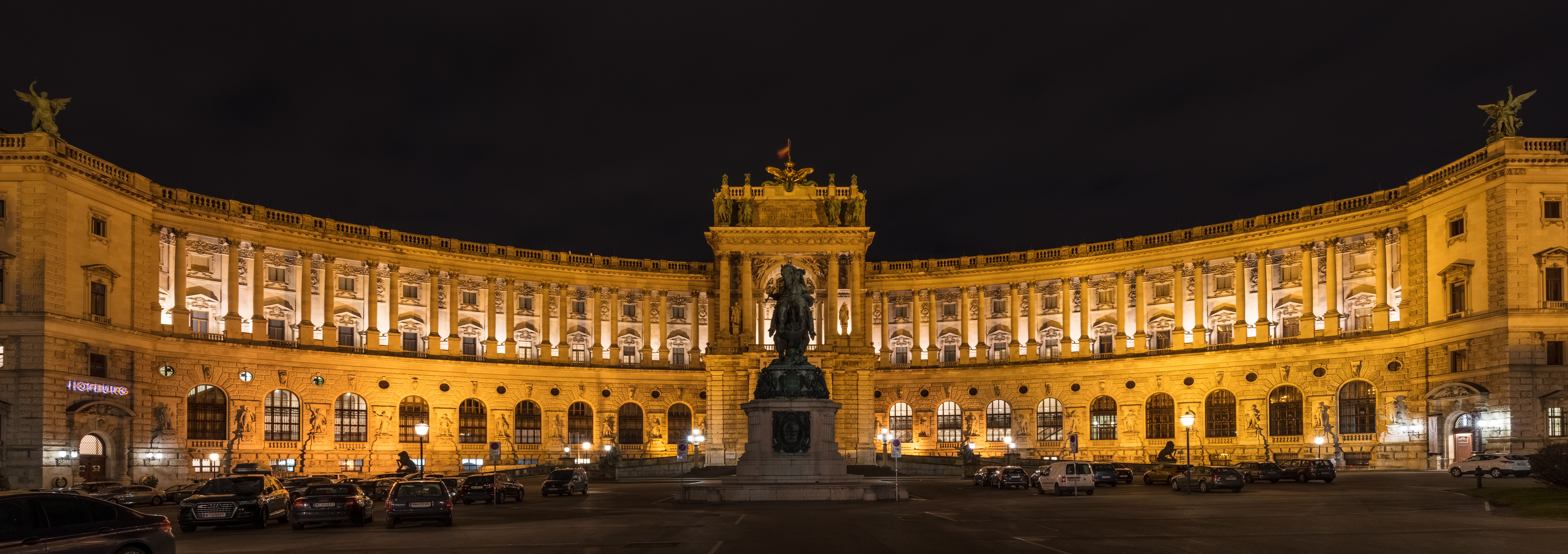
Il Neue Burg di notte

Con l'allargamento della città di Vienna a seguito della demolizione delle mura cittadine negli anni '60 dell'Ottocento, la Hofburg stessa conobbe una grande espansione. Venne pianificata la realizzazione del Kaiserforum e della Ringstraße, coi musei gemelli (Kunsthistorisches Museum e Naturhistorisches Museum). Come ideale completamento di questo progetto che solo in parte sarà poi portato a termine, abbiamo il Neue Burg che è oggi la facciata più nota della Hofburg. Completata nel 1913, l'ala sud-occidentale (Neue Burg) ospita attualmente alcuni musei (l'Ephesos Museum, la Collezione di Armi e Armature, la Collezione di Antichi strumenti musicali e il Museo di Etnologia) così come le sale di lettura della Biblioteca Nazionale Austriaca e il Centro Congressi Hofburg.
Il 15 marzo 1938, Adolf Hitler proclamò dal balcone di quest'area l'"Anschluss" dell'Austria al Terzo Reich.

### LaJosefsplatz

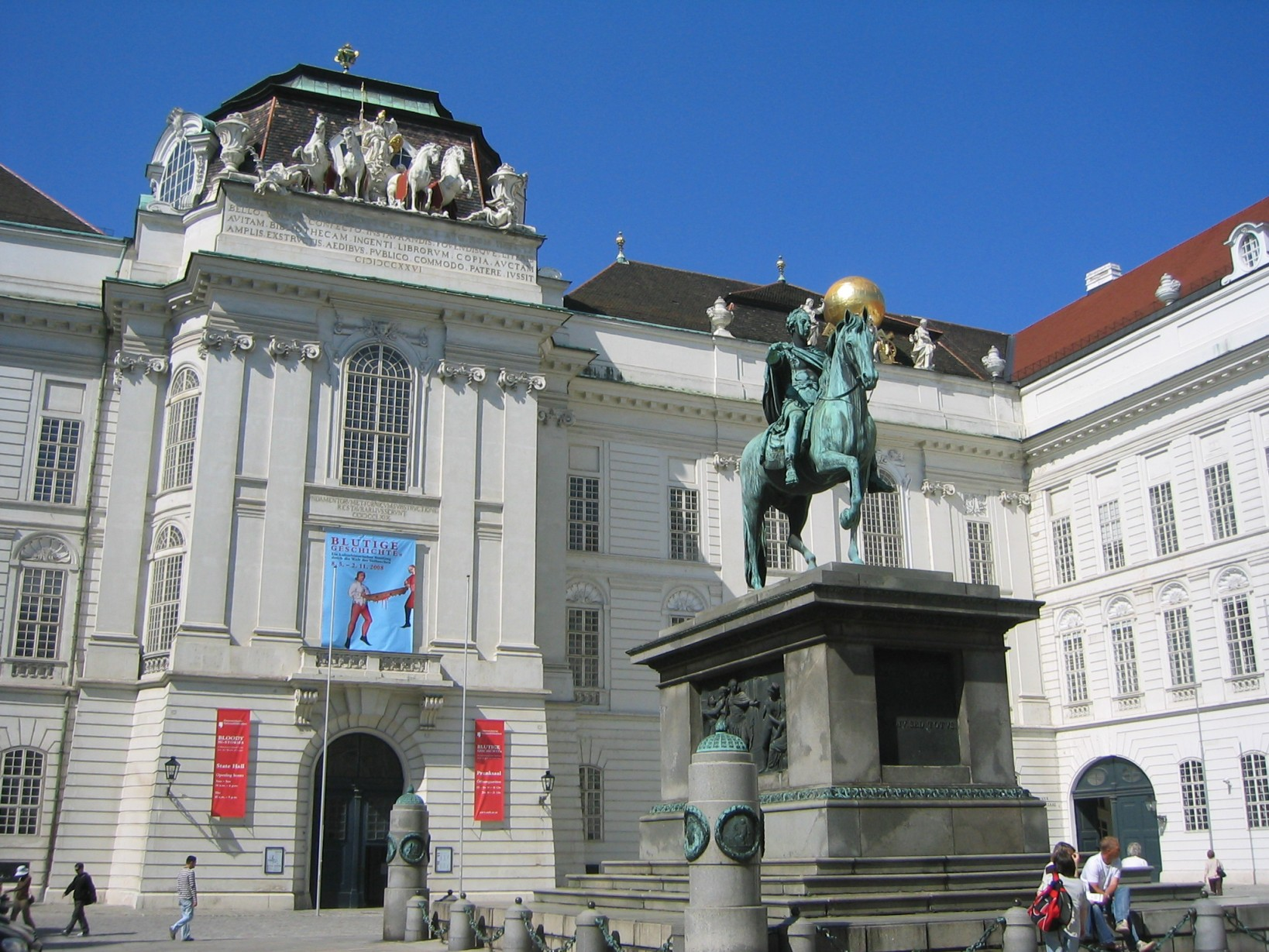
Statua dell'imperatore Giuseppe II nella Josefsplatz

Una delle statue più importanti della Hofburg è senz'altro quella dell'imperatore Giuseppe II a opera di Franz Anton von Zauner che si trova proprio al centro della Josefplatz che da lui prende il nome, assieme alla statua dell'imperatore Francesco I all'interno della Innerer Burghof (Corte Interna del Castello) a opera di Pompeo Marchesi. In essa si trovano anche due fontane, la prima a rappresentare il Potere del Mare a opera di Rudolf Weyr e la seconda il Potere della Terra di Edmund Hellmer.

## Complesso della Hofburg

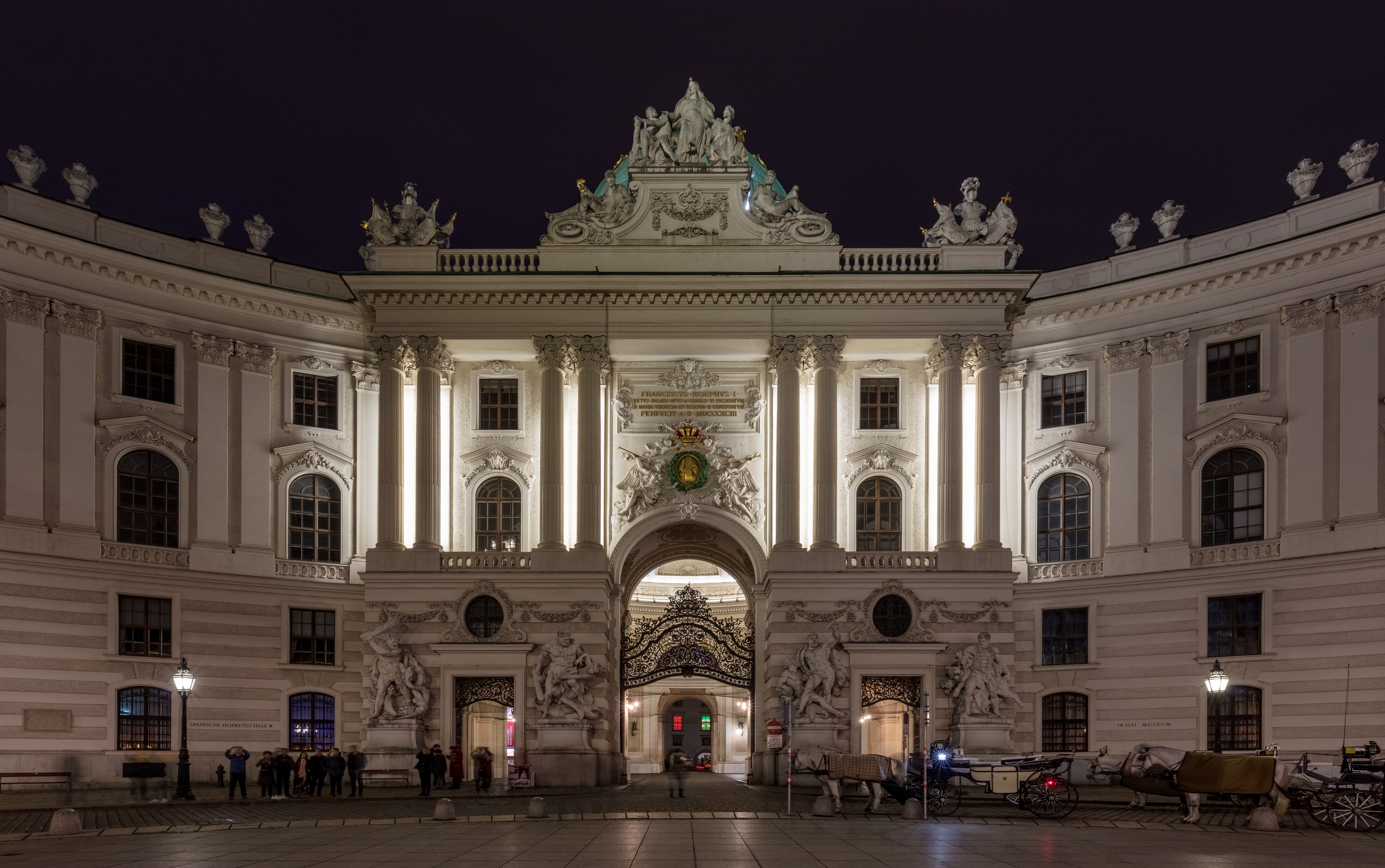
Michaelertrakt

La facciata principale della Hofburg dà sulla Josefsplatz, dove si erge la statua di Giuseppe II. L'edificio che vi si affaccia ospita la Biblioteca Nazionale, nella Prunksaal o Sala d'Onore. Guardando il complesso dalla Josefsplatz, la parte sinistra è costituita dalla Augustinerkirche, in stile gotico, dove sono conservati i cuori degli Asburgo e dove si può ammirare il monumento funebre a Maria Cristina di Antonio Canova; e dall'"Albertina", che ospita una vasta collezione di stampe, acquerelli, disegni e fotografie tra cui opere di Albrecht Dürer, Michelangelo e Picasso. La parte destra è costituita dalla Stallburg, ora parte del Museo Lipizzano, e dal Maneggio d'inverno, dove i sovrani addestravano cavalli di Lipizza (ma di origine spagnola e del Regno di Napoli), e dove tenevano gli esercizi equestri. Il vasto parco del complesso, che si estende dietro i palazzi che compongono la facciata e dietro le viscere della struttura costituite dal nucleo dello Schweizerhof, fu realizzato dopo che Napoleone Bonaparte durante l'occupazione di Vienna fece abbattere le mura della città. Il parco è arricchito dalle statue di Francesco I e di Mozart, e da un complesso di serre realizzato nei primi del Novecento in Jugendstil. Il cortile interno è invece occupato dalla Heldenplatz (piazza degli eroi), su cui si affaccia l'ala della Neue Burg: al centro dei due cerchi che formano la piazza sono poste le statue del principe Eugenio di Savoia e dell'arciduca Carlo.

## Appartamenti e tesori della Hofburg

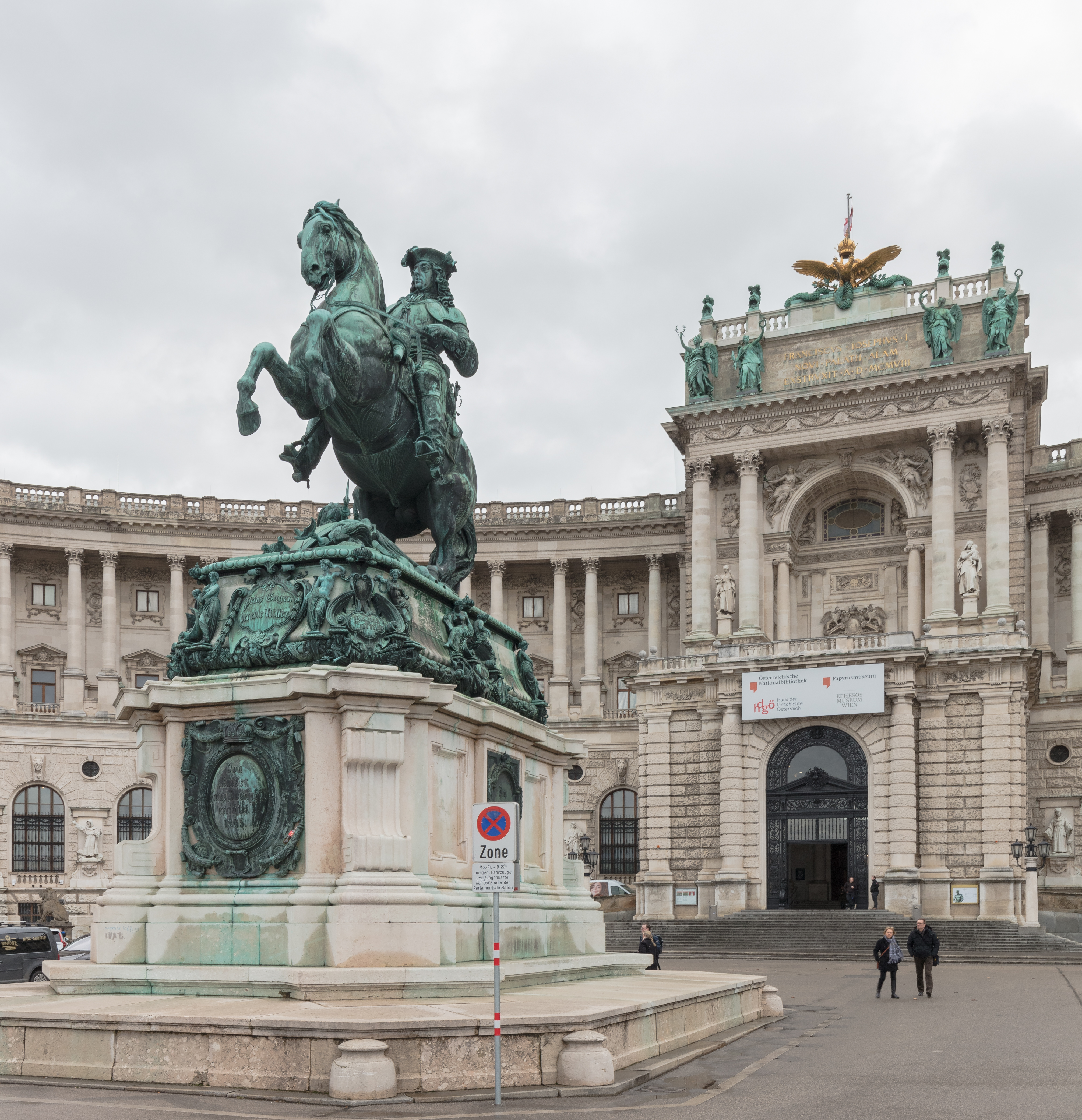
La Hofburg vista dalla Heldenplatz, con la statua di Eugenio di Savoia in primo piano

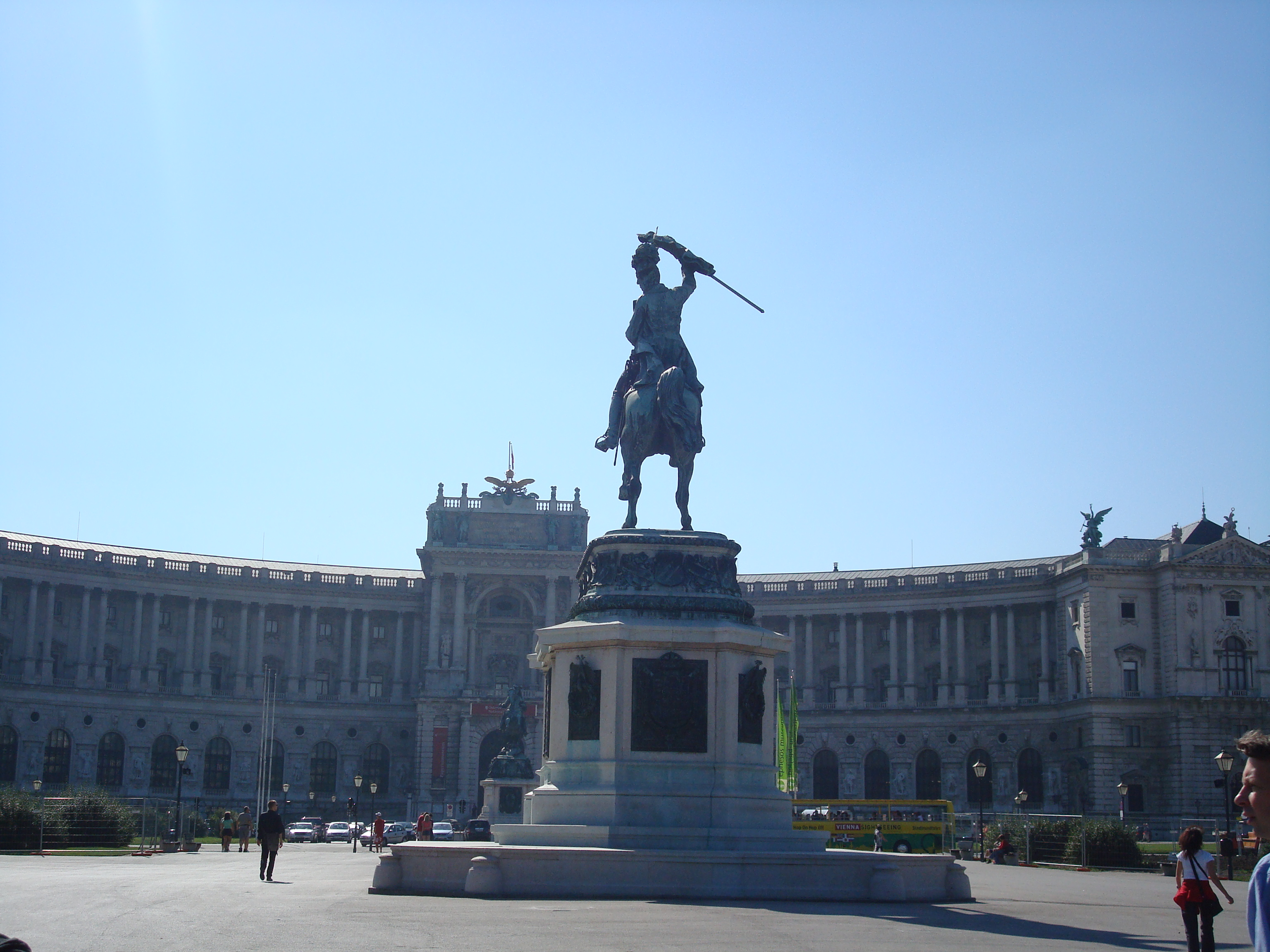
La Hofburg e la Heldenplatz

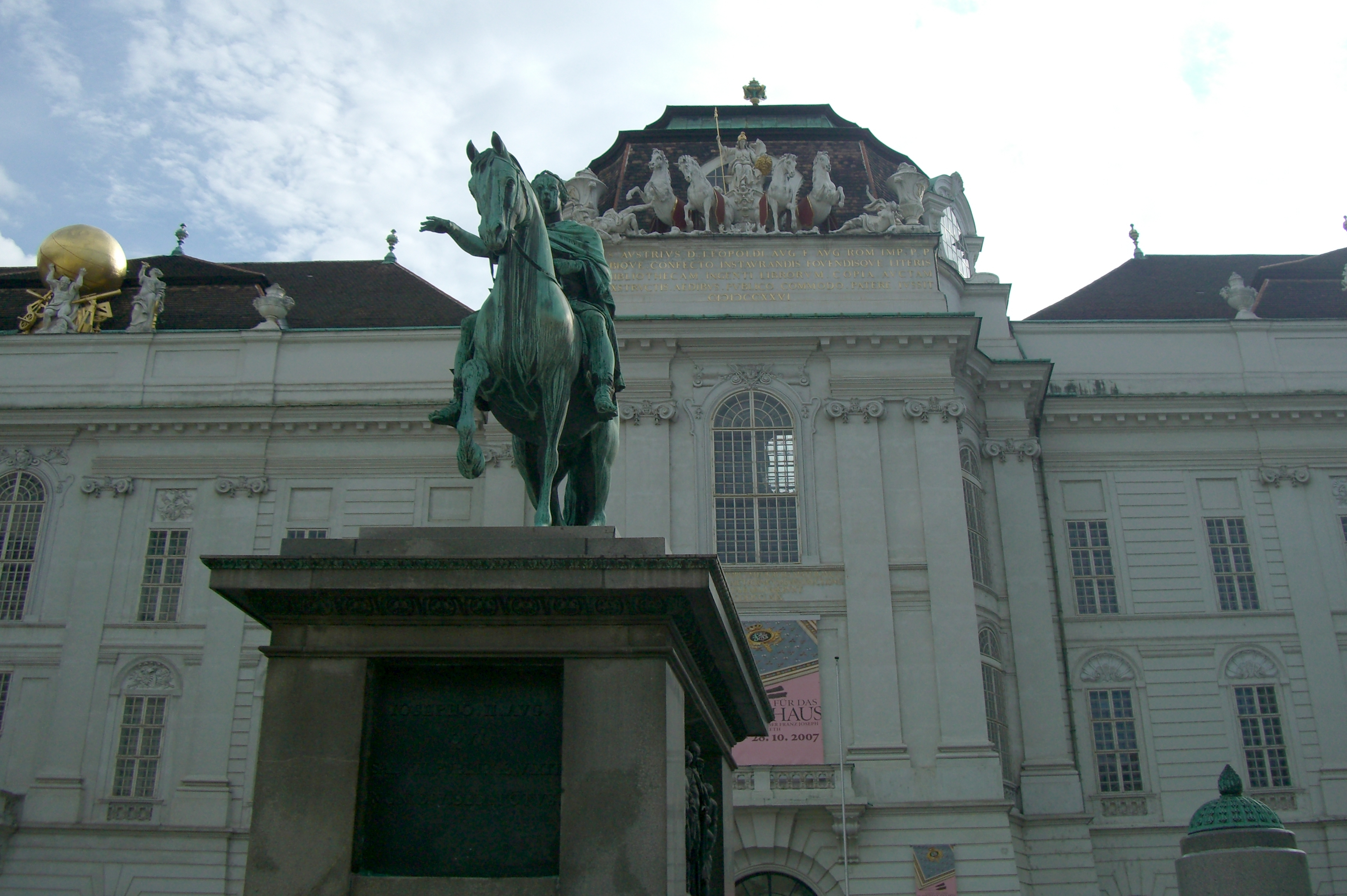
La Hofburg dalla Josefplatz

Negli edifici più interni della Hofburg si possono visitare gli appartamenti di Stato e la ricca e suggestiva collezione di tesori imperiali.
Gli appartamenti conservati sono quelli appartenuti all'imperatore Francesco Giuseppe e a sua moglie, l'imperatrice Elisabetta di Baviera detta "Sissi" o "Sisi", nonché le stanze dove dimorò per circa un anno l'eccentrico zar Alessandro durante il Congresso di Vienna. Agli appartamenti imperiali si accede attraverso lo scalone imperiale, che immette direttamente all'appartamento dell'imperatore. La prima sala è quella della guardia nella quale era sempre presente, giorno e notte, un ufficiale della guardia di palazzo per garantire l'ordine. Seguono la grande anticamera, usata come sala d'attesa per chi chiedeva e otteneva udienza, la sala delle udienze, nella quale Francesco Giuseppe concedeva centinaia di udienze al giorno, due volte alla settimana, e la sala delle conferenze, una sala riunioni nella quale si tenevano gli incontri tra l'imperatore e i suoi ministri. Seguono le stanze propriamente private del monarca, ovvero lo studio, che Francesco Giuseppe utilizzava pure come salotto e sala da pranzo, nel quale trascorreva tutta la giornata, dalle quattro di mattina fino alla sera tarda al lavoro, la camera da letto, nella quale campeggia un salutare letto pieghevole da campo in ferro, luogo nel quale la giornata del sovrano iniziava già alle tre del mattino. Le ultime due stanze sono il grande e il piccolo salone, due soggiorni usati da Francesco Giuseppe per ricevere parenti e amici e per intrattenersi con loro. Gli appartamenti di Sissi seguono a quelli del marito. Dal piccolo salone di questi infatti attraverso un passaggio si accede alla camera da letto dell'imperatrice, ampia, dotata di ben tre finestre, da lei usata pure come soggiorno. Segue il gabinetto da toletta, il suo spogliatoio, nel quale trascorreva tutta la giornata curando il suo aspetto fisico, occupandosi della sua corrispondenza, scrivendo liriche e imparando lingue straniere mentre la sua fidata parrucchiera pettinava e acconciava la sua chioma, operazione che poteva durare ore. Qui si trovano pure gli attrezzi ginnici con cui l'imperatrice si allenava quotidianamente. Da questa stanza si accede ad alcune ritirate, adibite a sale da bagno, spogliatoio e guardaroba nelle quali si trovano oggetti avveniristici per l'epoca, come un vero e proprio vaso sanitario dotato di scarico e una vasca con acqua corrente calda e fredda, gli altri membri della corte dovevano accontentarsi di comode tinozze. Seguono il grande e il piccolo salotto di Elisabetta, usati ugualmente per ricevere parenti e amici e dove a volte la coppia imperiale faceva colazione insieme se Sissi era a corte, e l'anticamera dell'imperatrice un tempo comunicante con una porta oggi murata con lo scalone dell'aquila, scala propria dell'appartamento di Sissi. Terminato il Congresso di Vienna e specialmente sotto il regno di Francesco Giuseppe le stanze di Alessandro furono usate per dare ricevimenti e pranzi se non vi erano più di trenta commensali, in quel caso infatti ci si spostava nell'Ala Leopoldina. C'erano almeno tre pranzi di gala tutte le settimane, con nobili, alti gradi dell'esercito e della marina, e ricchi imprenditori, più il pranzo di famiglia domenicale, al quale tutti i membri della famiglia imperiale che si trovavano a Vienna dovevano immancabilmente partecipare. Vi erano poi altri pranzi di rappresentanza che si tenevano in varie occasioni. Eccezion fatta per i pranzi di famiglia senza estranei, il cerimoniale era rigidissimo e prevedeva che si potesse parlare bisbigliando solo con il commensale che si aveva alla propria destra o alla propria sinistra e non con chi si aveva di fronte. Solo dopo che l'imperatore iniziava a mangiare gli altri potevano farlo e quando questi finiva tutti dovevano posare le posate, finita o no la portata. I pasti duravano al massimo tre quarti d'ora e contavano dalle sette alle dodici portate diverse. Il caffè veniva servito al termine del pranzo, in un salotto adiacente, sala nella quale agli uomini era consentito fumare.
La notevole collezione dei tesori di Stato include dalla stanza 1 alla 8 i tesori dell'Impero austriaco, dalla stanza 9 alla 12 i tesori del Sacro Romano Impero, dalla sala 13 alla 16 i tesori della cosiddetta "dote di Borgogna". La sala 5 è dedicata a Napoleone, con ritratti dell'imperatore dei francesi e della moglie Maria Luisa e la sfarzosa culla del figlio. Pezzi di eccezionale valore storico e artistico sono la Corona del X secolo con cui venivano incoronati gli imperatori del Sacro Romano Impero, i simboli del potere asburgico (scettro e sfera imperiali usati durante le incoronazioni), il "vello d'oro" appartenuto all'ordine omonimo.

## Concerti nella Hofburg

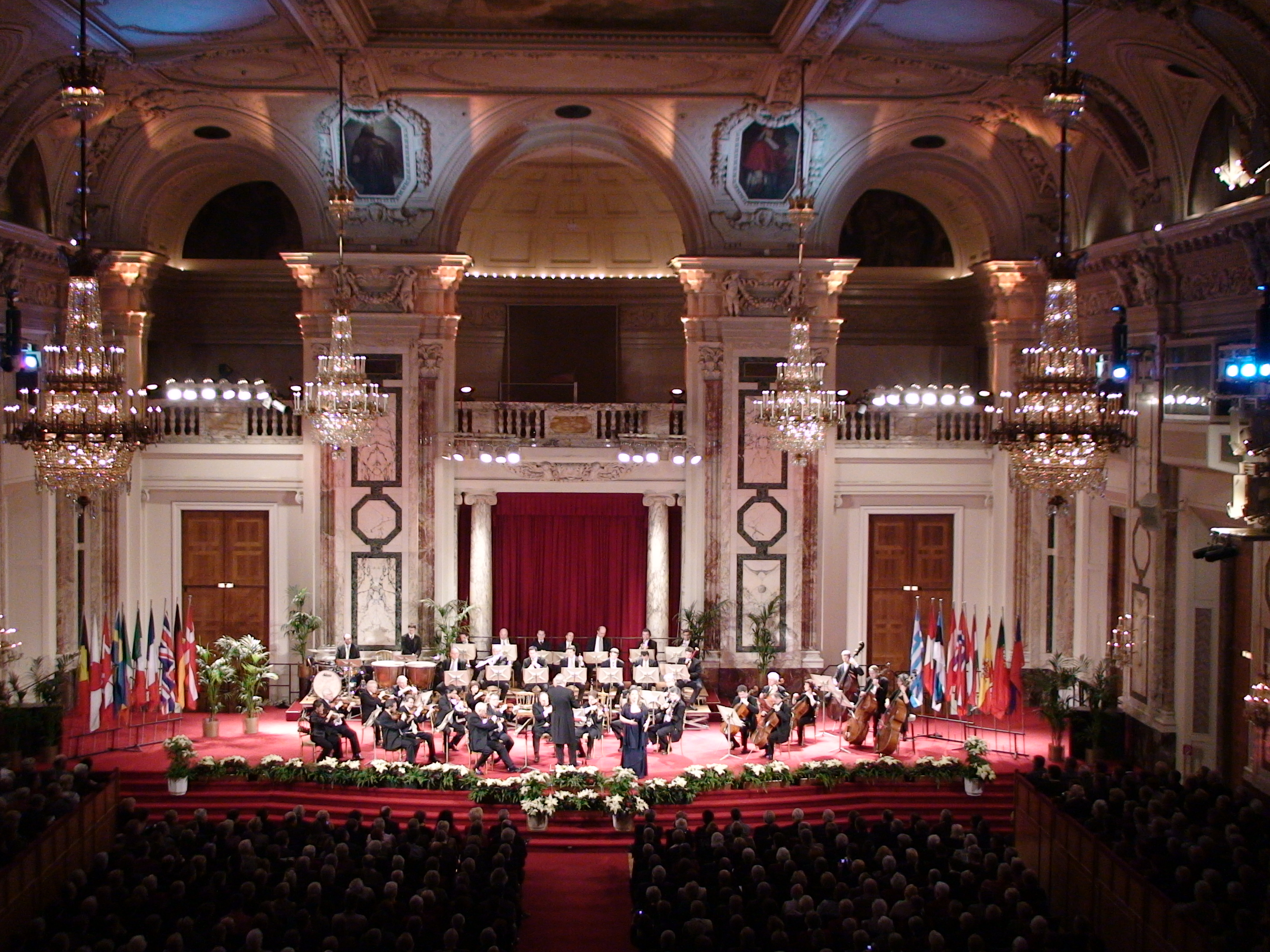
Concerto classico della Wiener Hofburg Orchestra nella grande Festsaal (sala delle feste) dell'Hofburg di Vienna.

Il 30 dicembre 1636 avvenne la prima assoluta di Ballo in onore dell'Imperatore Ferdinando III della casa d'Austria di Claudio Monteverdi.
Il 26 marzo 1660 avvenne la prima assoluta dell'oratorio Il sacrifizio d'Abramo di Leopoldo I d'Asburgo, nel 1662 la prima assoluta di Mercurio esploratore, nel 1666 Le lagrime di San Pietro di Giovanni Felice Sances e Nettunno e Flora festeggianti di Antonio Cesti e nel 1667 Galatea di Pietro Andrea Ziani e Le disgrazie d'Amore di Cesti.
Il 12 luglio 1668 avviene l'inaugurazione del Theater an der Cortina im Hofburg da 1000 posti con Il pomo d'oro di Cesti e nello stesso anno la prima assoluta di Il Ciro vendicatore di se stesso di Antonio Draghi, nel 1669 Chi più sa manco l'intende di Draghi, nel 1671 L'aviditа di Mida di Draghi, nel 1673 Il gior della speranza e La Tessalonica di Draghi e nel 1675 I pazzi Abderiti di Draghi.
Rimase un importante teatro e sede principale della compagnia e dell'orchestra fino al 1860-1870 quando fu costruito il nuovo Teatro di Corte o  Wiener Hofoper (l'attuale Wiener Staatsoper) ma anche in seguito continuò  ad essere presente l'attività teatrale musicale (mentre la compagnia di prosa della Corte Imperiale, fondata nel 1741, ottenne come sede il nuovo Burgtheater nel 1888). 
Le sale della Hofburg fanno da scenario ai concerti di musica classica del Wiener Hofburg Orchester da maggio a dicembre.
Il programma è composto dalle più note melodie dei valzer e delle operette di Johann Strauss, Franz Lehár e arie da opere di Wolfgang Amadeus Mozart.
L'orchestra è composta da 36 musicisti e sei cantanti solisti internazionali da tutte le orchestre viennesi sotto la direzione musicale di Gert Hofbauer.